# Vilhelm Moberg
Vilhelm Moberg (Moshultamåla, 20 agosto 1898 – Grisslehamn, 8 agosto 1973) è stato uno scrittore, drammaturgo e giornalista svedese, considerato uno dei più grandi scrittori svedesi di tutti i tempi.

## Biografia

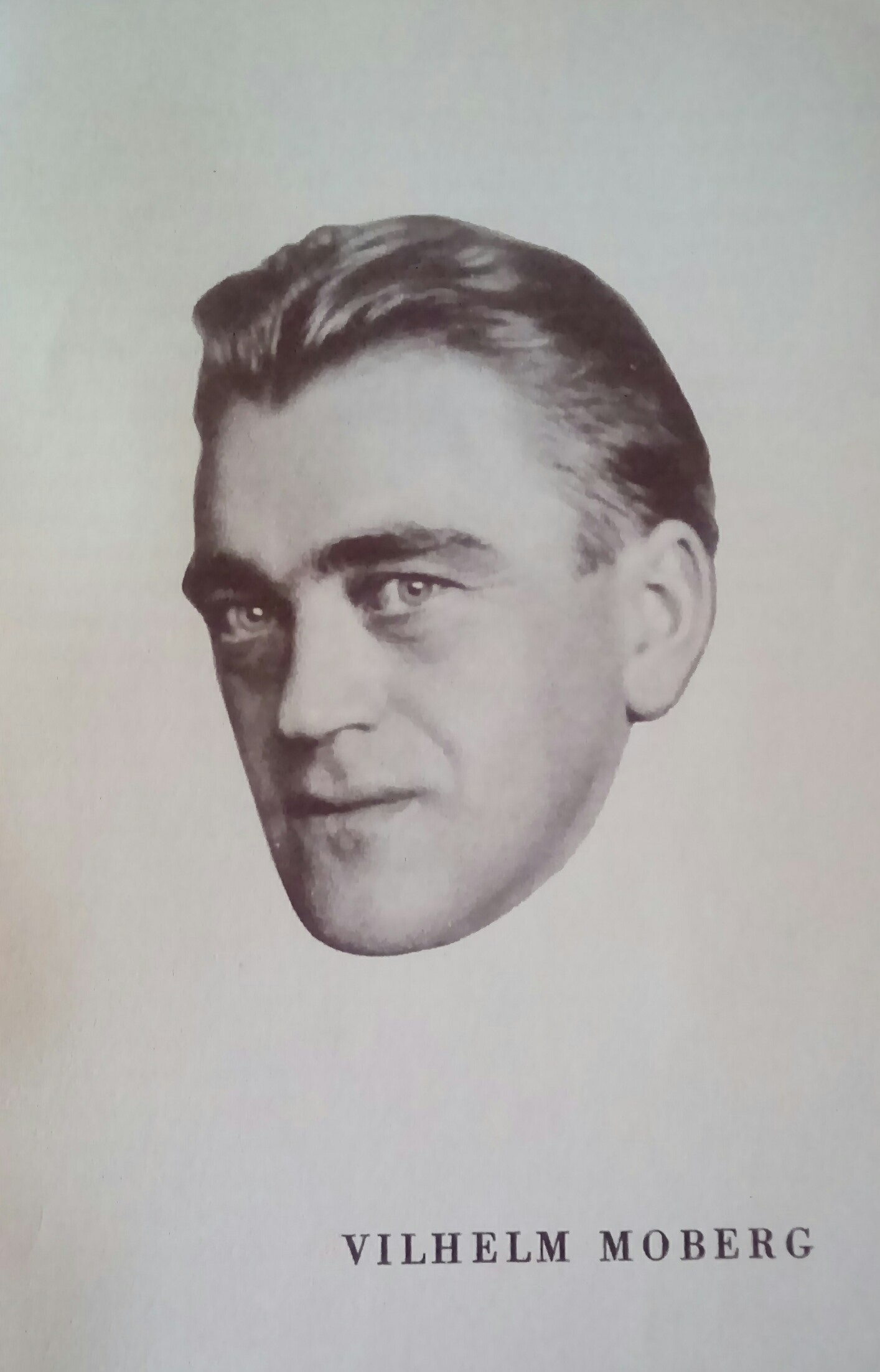
Vilhelm Moberg nel 1932

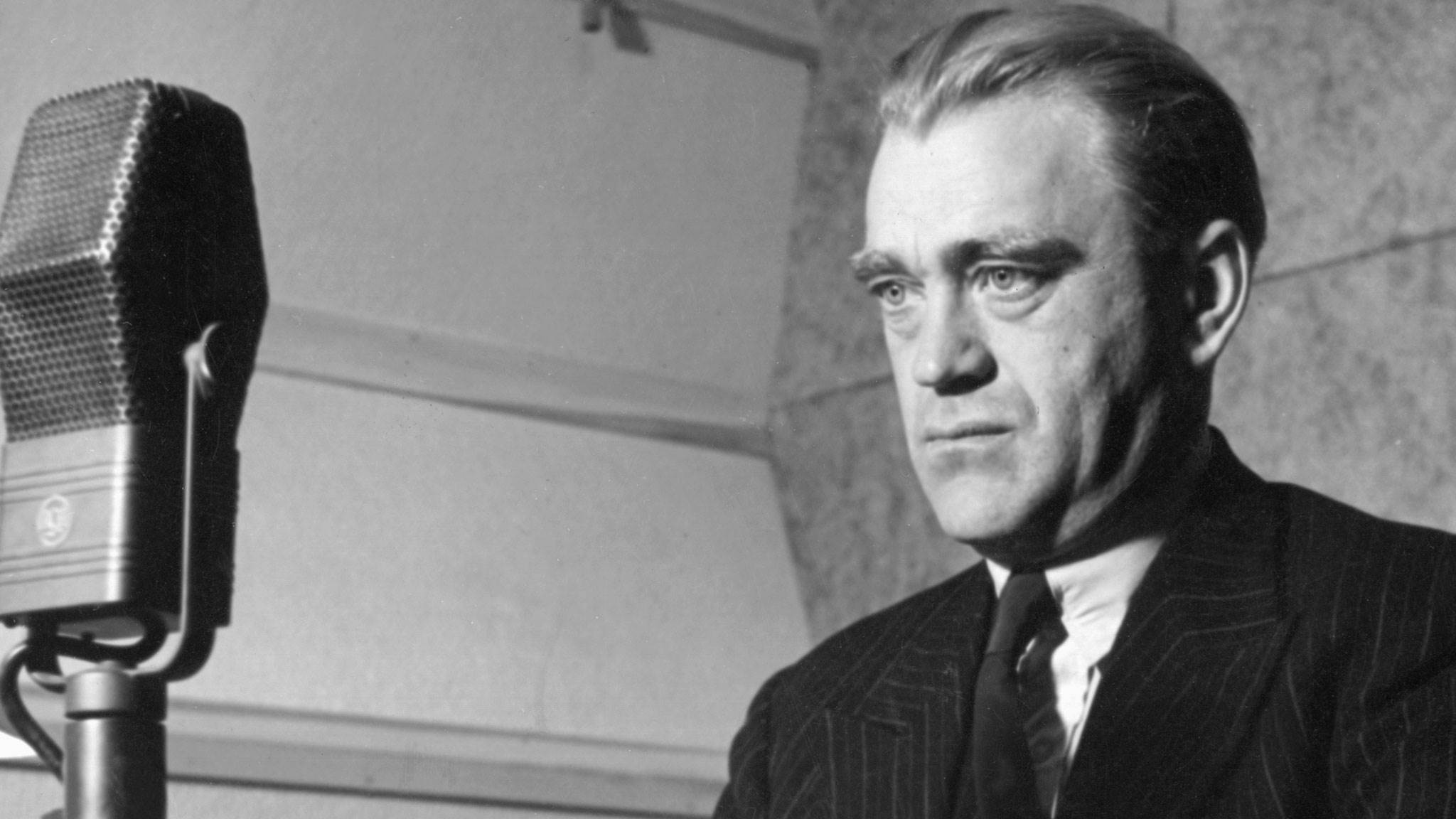
Vilhelm Moberg nel 1937

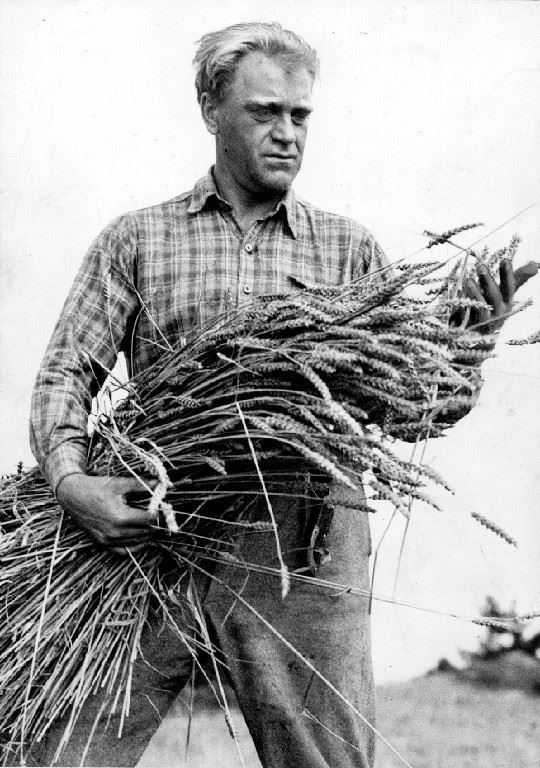
Vilhelm Moberg nel 1950

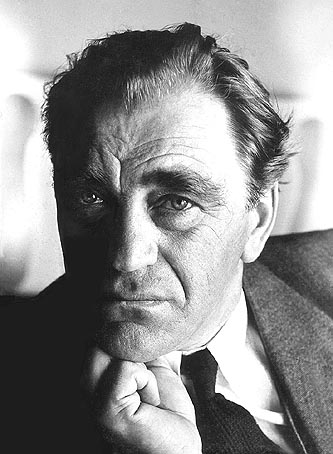
Vilhelm Moberg nel 1952

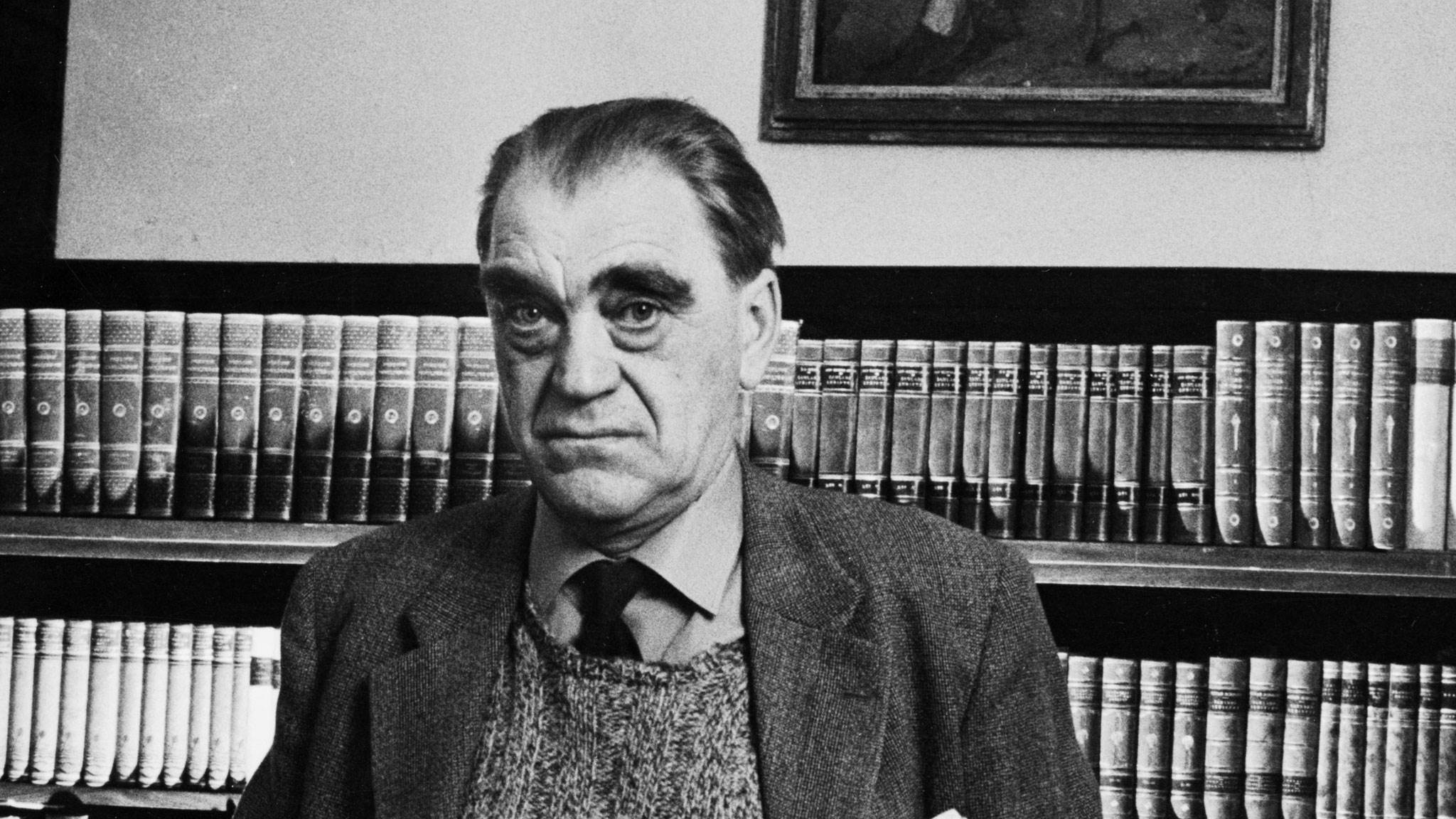
Vilhelm Moberg nel 1958

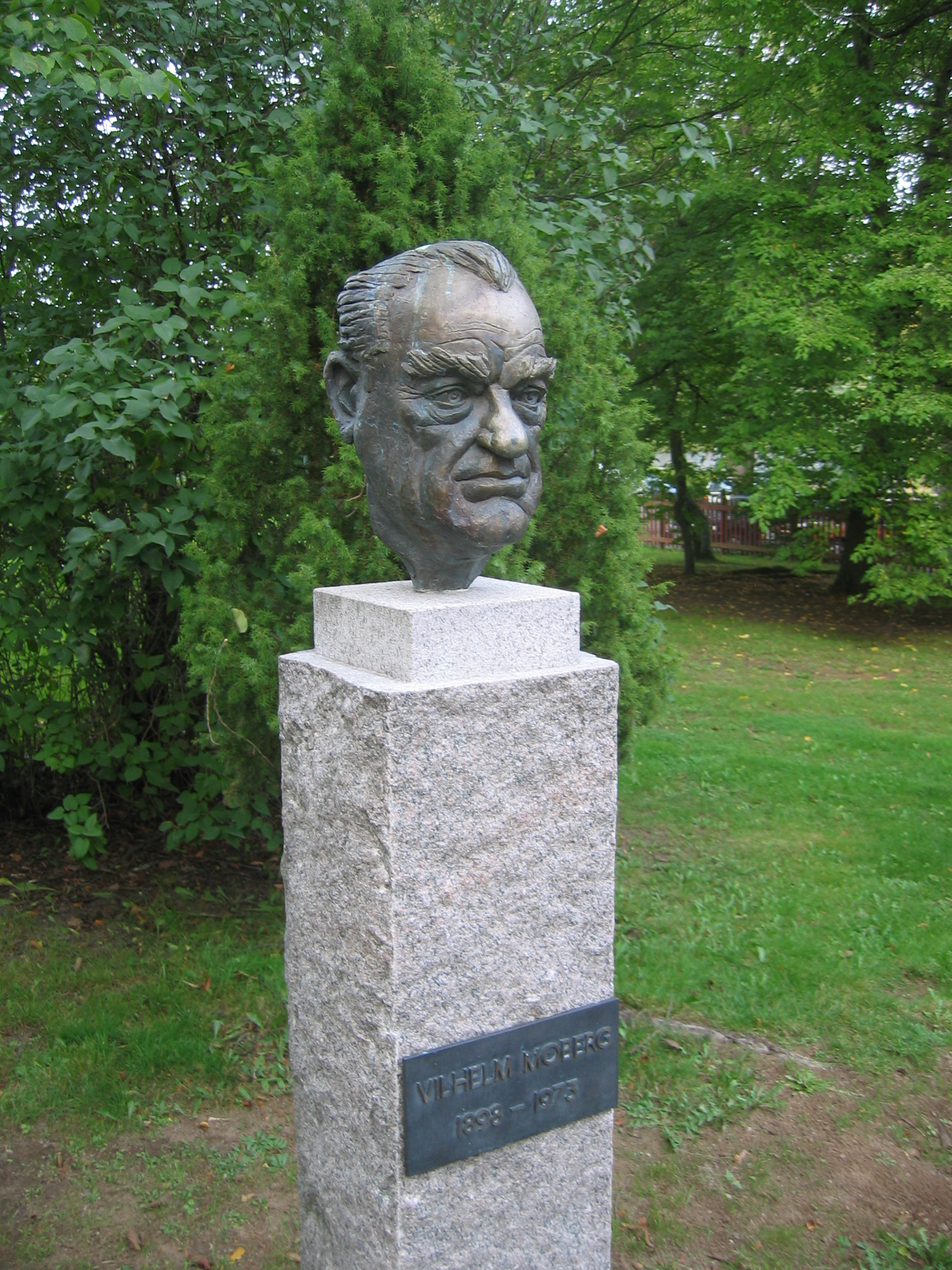
Statua di Vilhelm
Moberg a Växjö

Vilhelm Moberg nacque a Moshultamåla, nella provincia dello Småland, nella Svezia meridionale, figlio del soldato Carl Gottfrid Moberg e di Ida Charlotta Aronsdotter, una famiglia, nella quale gli uomini erano stati soldati nell'esercito svedese per molte generazioni.
Lavorò come bracciante in un'impresa agricola del suo paese natale, prima di iscriversi all'Università di Grimslöv, dove intraprese l'attività di giornalista, divenendo redattore dell'Arvika Nyheter (Novità da Arvik) e poi del Valdstena Läns Tidning (Giornale di Valdstena).
Esordì nella letteratura con brevi storie di carattere storico, intrise di immagini della natura, di storie d'amore, di storie dell'orrore influenzate da Edgar Allan Poe, oltre che di ricordi d'infanzia.
Descrisse nelle sue opere, realisticamente, la vita, l'ambiente, la povertà, e la psicologia primitiva del mondo rurale, mettendo in risalto le differenze tra tradizionale naturalità contadina e le tendenze innovative dell'industrialismo, come dimostrarono i romanzi I Rasken. Storia della famiglia di un soldato (Raskens. En soldatfamiljs historia, 1927), P. A. Rosell bandirektor (1932), Donna di uomo (Mans Kvinna, 1933), Il soldato col fucile infranto (Soldat med brutet gevär, 1944), un romanzo autobiografico; si ricorda, inoltre, la trilogia che ottenne un buon successo formata da Certificato di buona condotta sporco (Sänkt sedebetyg, 1935), Insonne (Sömnlös, 1937) e Dacci la terra! (Givoss jorden!, 1939), tre scritti caratterizzati da elementi psicologici-sociali, incentrati sull'abbandono temporaneo delle campagne da parte dei contadini per trasferirsi in città, che però poi ritornano alla terra.
Lui stesso dichiarò riguardo al suo impegno per la tematica del mondo contadino:
(Vilhelm Moberg)
Nel dramma intitolato Castità (Kyskhet, 1938), Moberg criticò le modernità del mondo moderno, soprattutto quelle legate alla meccanizzazione.
Intriso di antinazismo si dimostrò Cavalca stanotte (Rid i natt, 1941), un lavoro sullo sfondo del XVII secolo, narrante l'oppressione aristocratica sui contadini dello Smålandche, che evidenziò uno stile naturalistico e un tono moralistico.
Le opere seguenti si basarono sulla descrizione dell'emigrazione transoceanica dei coloni svedesi verso l'America iniziata alla fine dell'XIX secolo, evento fondamentale della storia della Svezia moderna:  Gli emigranti (Utvandrarna, 1949); Gli immigrati (Invandrarna, 1952); I coloni (Nybyggarna, 1956); L'ultima lettera per la Svezia (Sista brevet till Sverige, 1959).
Malato di depressione, morì l'8 agosto 1973, probabilmente a causa di un suicidio.

## Opere
- I Rasken. Storia della famiglia di un soldato (Raskens. En soldatfamiljs historia, 1927);
- P. A. Rosell bandirektor (1932);
- Donna di uomo (Mans Kvinna, 1933);
- Certificato di buona condotta sporco (Sänkt sedebetyg, 1935);
- Insonne (Sömnlös, 1937);
- Castità (Kyskhet, 1938);
- Dacci la terra! (Givoss jorden!, 1939);
- Cavalca stanotte (Rid i natt, 1941);
- Il soldato col fucile infranto (Soldat med brutet gevär, 1944);
- Gli emigranti (Utvandrarna, 1949);
- Gli immigrati (Invandrarna, 1952);
- I coloni (Nybyggarna, 1956);
- L'ultima lettera per la Svezia (Sista brevet till Sverige, 1959).